# Вилла Балбьянелло
Ви́лла Балбьяне́лло (итал. Villa del Balbianello) — дворцово-парковый ансамбль конца XVIII века, живописно расположенный на мысе Доссо д'Аведо, вдающемся с севера в озеро Комо. Административно относился к посёлку Ленно, который в 2014 году вошёл в состав новой коммуны Тремеццина. Вилла получила всемирную известность благодаря элегантным террасным садам и голливудским фильмам, которые снимались на её территории. Член ассоциации «Великие сады Италии».

## История
Вилла была построена в конце XVIII века как летняя резиденция кардинала Дурини, который приобрёл мыс Доссо д'Аведо в 1785 году (после того, как не смог договориться о покупке островка Комачина, расположенного в 1500 метрах к западу). По инициативе кардинала была устроена лоджия, с которой открываются виды на разные берега озера. Две колокольни, сохранившиеся от средневекового францисканского монастыря, были встроены в усадебную церковь.
После смерти кардинала в 1796 году вилла перешла к его племяннику — графу Порро-Ламбертенги, известному своей поддержкой карбонариев и борцов за объединение Италии. В 1820 году австрийскими властями после отъезда с виллы был задержан гувернёр его сыновей — известный литератор Сильвио Пеллико. Сторонники объединения продолжали собираться на вилле и после того, как Порро-Ламбертенги продал виллу своему единомышленнику — маркизу Джузеппе Арконати-Висконти (1797-1873), депутату и сенатору. Балюстраду перед храмом до сих пор украшает герб Висконти. При маркизе вилла видела множество знаменитостей (в диапазоне от Мандзони до Бёклина).

В начале XX века вилла привлекала внимание многих потенциальных покупателей, среди которых наиболее активен был сын кайзера. В 1919 году после долгих переговоров виллу приобрёл американец Батлер Эймс (сын генерала Эймса), который профинансировал давно назревшие ремонтные работы. В 1974 году вилла была продана наследниками Эймса графу Гвидо Монцино, который за год до этого стал первым итальянцем, покорившим Эверест. Именно Монцино обставил виллу старинной мебелью, украсил помещения гобеленами. Также он устроил подземные переходы между зданиями усадьбы (на случай атаки террористов). 

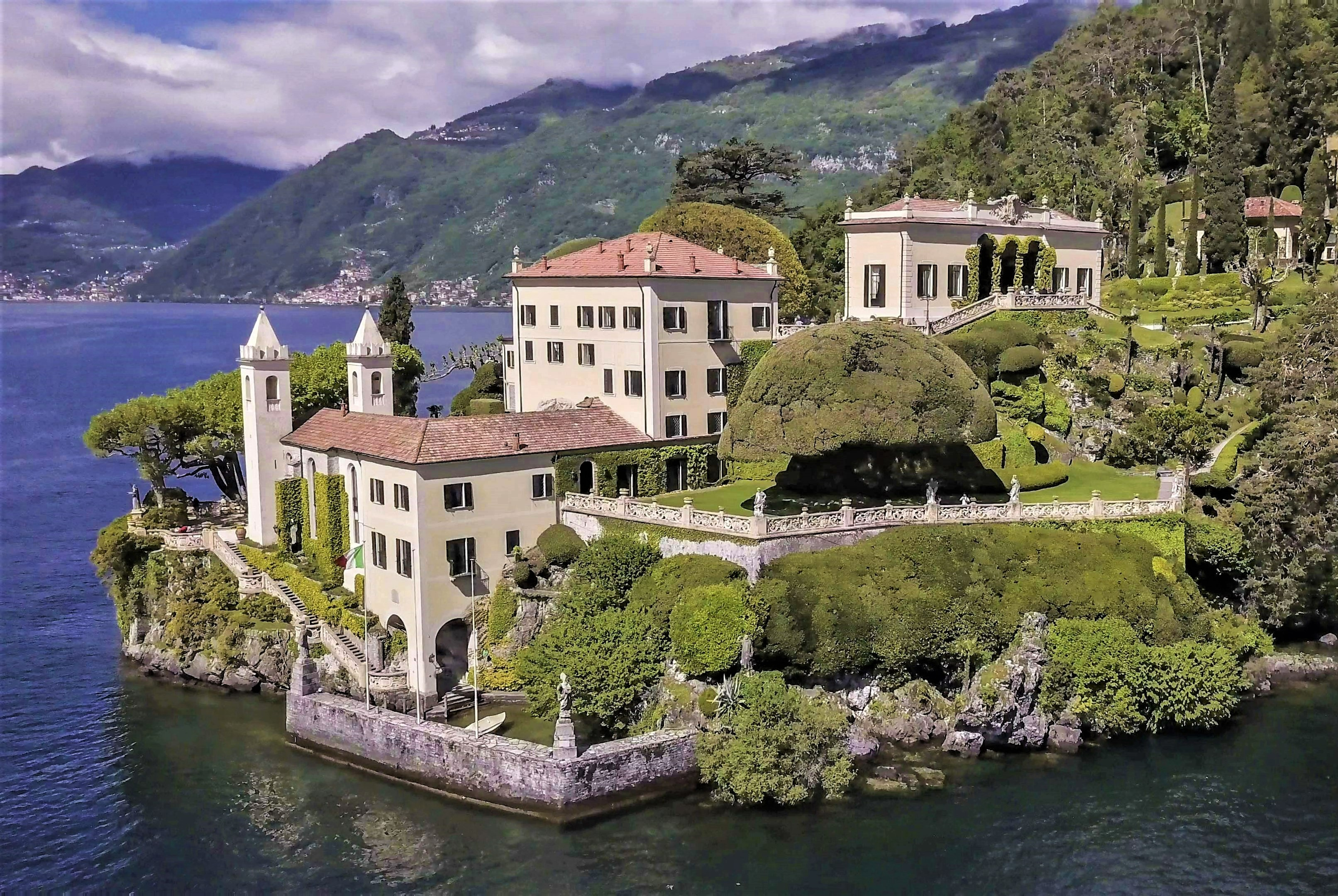
Вид на виллу с озера

## Современность
По завещанию графа Монцино вилла Балбьянелло в 1988 году перешла в собственность Национального фонда Италии (FAI). Ныне это самое посещаемое из владений фонда. Особенно популярна вилла у брачующихся. Например, в 2018 году именно здесь сыграли свою свадьбу болливудские звёзды Ранвир Сингх и Дипика Падуконе.
Посещение виллы легко совместить с осмотром иных достопримечательностей. В 3 км восточнее виллы Балбьянелло находится музей искусства классицизма — вилла Карлотта, а в 4 км (на противоположной стороне озера) — популярный у туристов посёлок Белладжо.

## Фильмы, которые снимались на вилле
- «Месяц у озера» (1995)
- «Звёздные войны. Эпизод II: Атака клонов» (2002)
- «Казино Рояль» (2006)